# 367年
| 千纪： | 1千纪                                                                                           |
| 世纪： | 3世纪 \| 4世纪 \| 5世纪                                                                         |
| 年代： | 330年代 \| 340年代 \| 350年代 \| 360年代 \| 370年代 \| 380年代 \| 390年代                       |
| 年份： | 362年 \| 363年 \| 364年 \| 365年 \| 366年 \| 367年 \| 368年 \| 369年 \| 370年 \| 371年 \| 372年 |
| 纪年： | 丁卯年（兔年）；东晋太和二年；前凉升平十一年；代国建国三十年；前秦建元三年；前燕建熙八年        |

## 大事记
- 百濟朝貢日本。
- 前燕太宰慕容恪病死前推薦慕容垂接替自己，但主政的太傅慕容評沒有按慕容恪的意思做，以慕容沖為大司馬，又調慕容垂為侍中、車騎大將軍、儀同三司。
- 姚萇隨同王猛參與討伐以略陽郡叛變的羌人斂岐，並因姚弋仲昔日統領斂岐的部落，大量部眾知道姚萇到來都向前秦歸降，令得前秦順利取下略陽。
- 苻柳佔據蒲阪，苻雙佔據上邽，苻廋佔據陝城（今河南三門峽市西），苻武佔據安定郡，起兵反叛苻堅。

## 逝世
- 慕容恪，十六国时期前燕的政治家、军事家、宗室。前燕文明帝慕容皝的第四子，景昭帝慕容儁弟。
- 陽騖，十六國時期前燕大臣。